# Molorchus foveolus
Molorchus foveolus är en skalbaggsart som beskrevs av Holzschuh 1998. Molorchus foveolus ingår i släktet Molorchus och familjen långhorningar. Inga underarter finns listade i Catalogue of Life.